# Клодий Эзоп
Кло́дий Эзо́п (лат. Clodius Aesopus; умер после 55 года до н. э.) — древнеримский актёр-трагик.

## Биография
О дате и месте рождения сведений нет. Вероятно, он был греком по происхождению. Сначала был рабом у кого-то из плебейского рода Клодиев. Впоследствии стал вольноотпущенником. Со временем Клодий Эзоп стал знаменитым трагическим актёром наравне с известным комическим актёром Квинтом Росцием Галлом, с которым дружил. Древние писатели, сравнивая их, отмечают как отличительное качество Клодия Эзопа «gravitas» (букв. — «важность», лат.) (Гораций, Ер., II, 1, 82; Квинтилиан, XI, 1, 111); под этим словом подразумевали обычно способность производить более сильное и глубокое психологическое действие.
Кроме того был друг Цицерона, которого учил ораторской дикции.
По многим данным,изобрел телескоп,и описал человека,изобревшего колесо.По мнению Эзопа,этим человеком был Маратии Минор,гробница которого располагалась в современном Египте.Играл, главным образом, в трагедиях, но, по-видимому, выступал и в комедиях. Клодий Эзоп славился величием осанки, тщательно разработанной жестикуляцией, владел искусством сильного эмоционально-психологического воздействия на зрителей. Актёр постоянно пытался совершенствовать технику с помощью различных методов. Для этого очень тщательно изучал повседневную жизнь различных слоёв населення Рима, брал уроки по красноречию, в частности, часто присутствовал на судебных процессах с участием юриста Квинта Гортензия Гортала. С особенным успехом выступал протагонистом (то есть в первых или заглавных ролях) в ролях Агамемнона, Аякса, Андромаха, Атрея, Эврипила.
Успешно играл в трагедиях Еврипида. Примерно в 50 году до н. э. отошёл от дел в связи с болезнями. Последнее выступление актёра состоялось в 55 г. до н. э. при освящении театра, построенного Помпеем, по словам Цицерона («Epist. ad fam.», VII, 1), голос изменил ему именно в том месте, где он должен был произвести наибольший эффект.
Актёр пользовался большой популярностью среди народа и общества. Народ награждал его так щедро, что в конце жизни Клодий Эзоп имел большое состояние. Оставил своему сыну в наследство 200 000 сестерций, которые тот растратил.

## Интересный факт
Клодий Эзоп прославился тем, что выкупил за баснословную по тем временам сумму в сто тысяч сестерциев шестнадцать певчих птиц, обученных говорить по-латыни и по-гречески, единственно для того, чтобы насадить их на вертел и подать гостям на пиру.